# Carla Gravina
Pour les articles homonymes, voir Gravina.
Carla Gravina, née le 5 août 1941 à Gemona del Friuli, est une actrice de cinéma, de télévision et de théâtre ainsi qu'une femme politique communiste italienne.

## Biographie

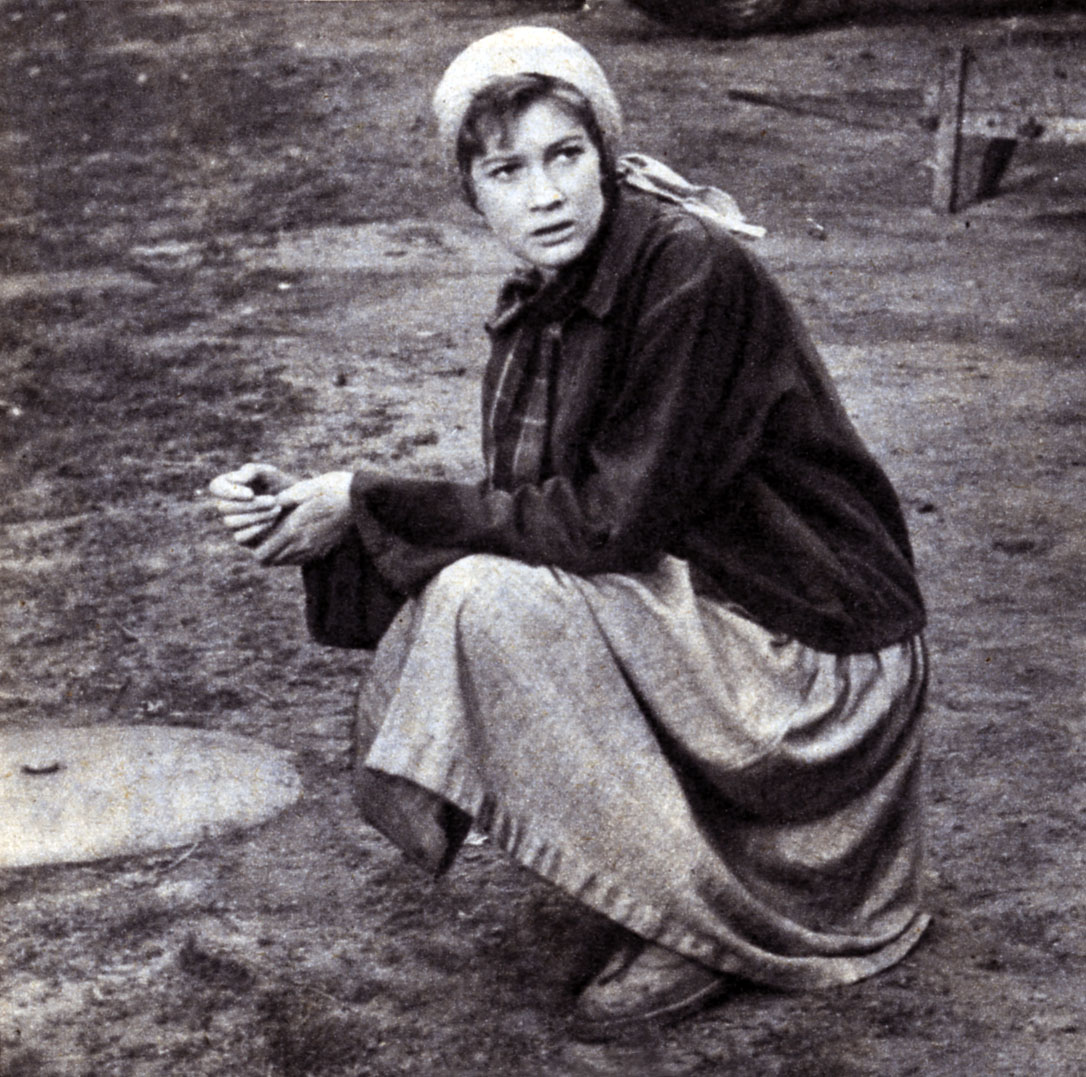
Carla Gravina en 1957 dans Guendalina.

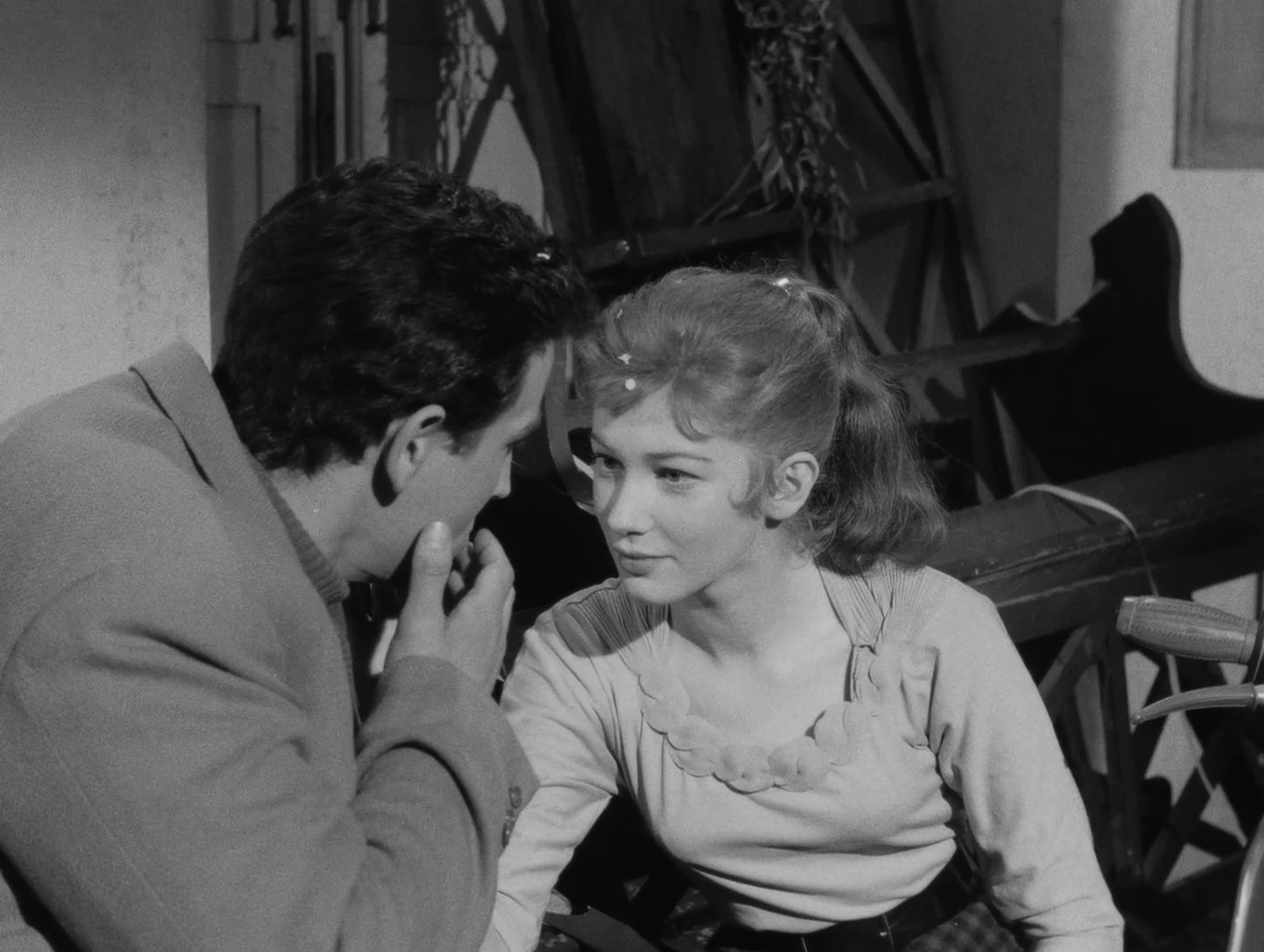
Vittorio Gassman et Gravina dans Le Pigeon (1958).

Fille d'un colonel de l'armée originaire de Montagano, dans le Molise, elle débute au cinéma à l'âge de quinze ans dans Guendalina (1957) d'Alberto Lattuada et entame dès lors une longue carrière qui l'amènera à devenir l'une des interprètes majeures du cinéma et du théâtre italiens. En 1958, alors qu'elle est encore adolescente, elle fait partie des interprètes de Padri e figli (it), un feuilleton télévisé réalisé par Guglielmo Morandi (it), et du film culte Le Pigeon de Mario Monicelli. En 1959, elle est assistante dans l'émission télévisée Il Musichiere — jeu de mots sur musicista (« musicien »), le verbe chiedere (« demander ») et bicchiere (« verre ») —, animée par Mario Riva, avec Patrizia Della Rovere (it).
À partir des années 1960, l'actrice commence à travailler au théâtre. En 1960, elle interprète le rôle de Juliette à Vérone dans le cadre du festival Shakespeare où elle rencontre Gian Maria Volontè, qui sera longtemps son compagnon et dont elle a une fille, Giovanna. Avec Volontè, Carla Gravina partage également un fort engagement politique communiste. Après quelques années d'activité théâtrale, elle revient au cinéma en 1967 dans des rôles plus matures, en jouant dans I sette fratelli Cervi (1967) de Gianni Puccini sur la résistance antifasciste pendant la Seconde Guerre mondiale, dans Alfredo, Alfredo (1972) de Pietro Germi avec Dustin Hoffman, qui revendique la légalisation du divorce, dans Enquête sur la mort par empoisonnement du détenu Pisciotta Gaspare (1972) d'Eriprando Visconti sur le bras droit de Salvatore Giuliano, dans le western zapata El Chuncho (1966) et dans le poliziottesco Bandits à Milan (1968) de Carlo Lizzani, auprès de Volonté. Carla Gravina choquera le public italien en interprétant le rôle de la possédée Ippolita Oderisi dans le film L'Antéchrist d'Alberto De Martino en 1974, qui explore des thèmes semblables à ceux de L'Exorciste (1973) de William Friedkin.

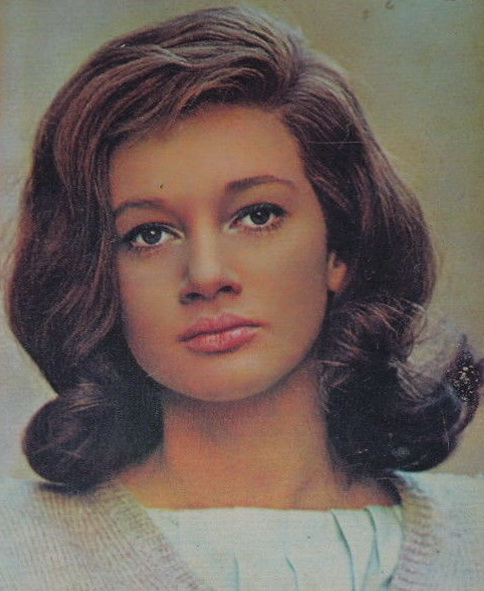
Carla Gravina en 1961.

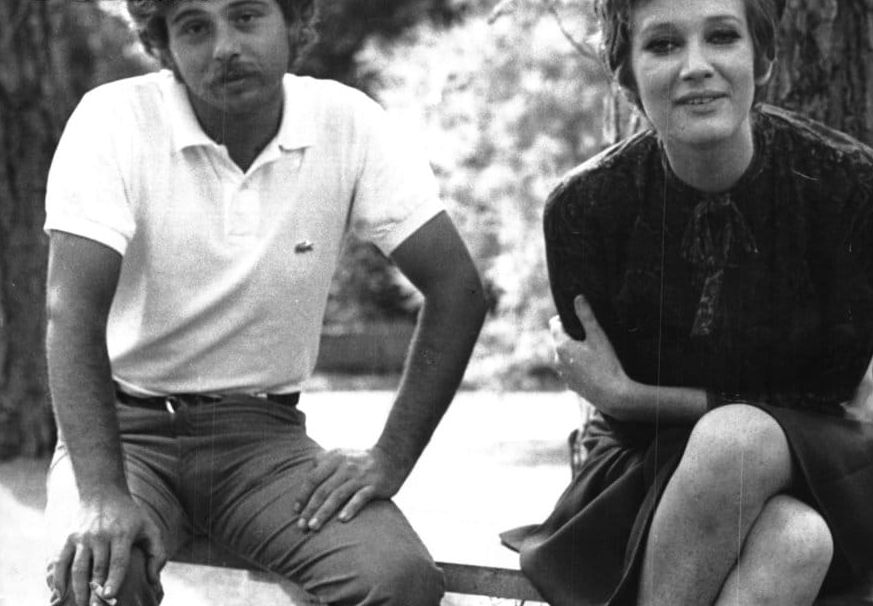
Salvatore Samperi et Carla Gravina dans Cœur de mère (1969).

De 1967 à 1974, Gravina joue dans des spots publicitaires réalisés par Mario Fattori pour la marque de chewing-gum Brooklyn, filmés à New York et se terminant par l'image du pont de Brooklyn, qui sont diffusés dans l'émission de télévision Carosello. En 1974, le contrat est rompu par l'acquéreur Egidio Perfetti, qui découvre que Gravina est apparue nue dans un film,. En 1971, elle joue avec Jean-Louis Trintignant et Dominique Sanda dans le film Sans mobile apparent de Philippe Labro, un giallo psychologique qui se déroule à Nice. Toujours sous la direction de Labro, elle est deux ans plus tard face à Jean-Paul Belmondo dans L'Héritier (1973). Deux autres films français de ces années-là sont Salut l'artiste (1973) avec Marcello Mastroianni, Jean Rochefort et Françoise Fabian, un film d'Yves Robert qui rend hommage aux petites mains et aux acteurs anonymes du cinéma et du théâtre, le « film sur le XXe siècle » Toute une vie (1974) de Claude Lelouch ou le polar Comme un boomerang (1976), de José Giovanni, face à Alain Delon.
Outre le théâtre et le cinéma, elle participe également à plusieurs feuilletons télévisés, dont Madame Bovary (it) (1978) et le très célèbre Il segno del comando (it) (1971). En 1980-81, elle partage l'affiche avec Gian Maria Volonté dans la pièce La Ronde d'Arthur Schnitzler, mise en scène par Volonté lui-même.
Convaincue que le cinéma et la télévision n'ont plus besoin d'actrices de son âge et de son calibre, elle les abandonne progressivement à partir de la quarantaine pour se consacrer principalement au théâtre, où elle est dirigée par les plus grands metteurs en scène italiens parmi lesquels Giorgio Strehler, Luca Ronconi et Giancarlo Cobelli. Parmi ses interprétations les plus significatives se détache celle de Mirandolina dans La locandiera (L'aubergiste) de Carlo Goldoni. Elle termine sa carrière cinématographique en 1993, avec le film Le Long Silence, de Margarethe von Trotta, et en novembre 1998, elle fait partie du jury de la 13e édition de France Cinéma à Florence, aux côtés des réalisateurs Giuliano Montaldo, Mario Brenta, Ennio Marzocchini, et de l'acteur Massimo Ghini, dans un hommage à Henri-Georges Clouzot et Anouk Aimée.
Ayant également abandonné le théâtre, elle quitte la scène et se retire dans la vie privée à la fin du siècle. En décembre 2012, après des années de silence, elle accorde une interview dans laquelle l'ancienne actrice évoque les choix qui l'ont amenée à prendre la décision de quitter la scène.

### Politique

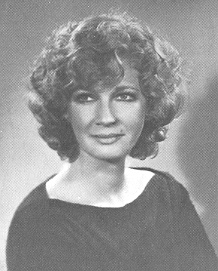
Carla Gravina députée communiste dans les années 1980.

Candidate pour le Parti communiste italien dans la circonscription de Milan-Pavie aux élections générales du 4 juin 1979, elle succède, en qualité de première sur liste complémentaire, à Luigi Longo, après son décès, et siège à la Camera dei deputati du 23 octobre 1980 au 11 juillet 1983.

### Vie privée
Carla Gravina a eu une longue relation avec l'acteur Gian Maria Volonté, dont est née sa fille Giovanna Gravina (1961), qui a pris le nom de famille de sa mère, car Volonté était marié à Tiziana Mischi à l'époque et la loi ne lui permettait pas de reconnaître sa fille. Ce fut un scandale, à tel point que Gravina perdit plusieurs contrats pour cette raison.

## Filmographie

### Cinéma
- 1957 : Guendalina, d'Alberto Lattuada
- 1958 : Anche l'inferno trema de Piero Regnoli
- 1958 : Amore e chiacchiere (Salviamo il panorama), d'Alessandro Blasetti
- 1958 : Le Pigeon (I soliti ignoti), de Mario Monicelli
- 1959 : Premier Amour (Primo amore), de Mario Camerini
- 1959 : Polycarpe, maître calligraphe (Policarpo, ufficiale di scrittura), de Mario Soldati
- 1959 : Esterina, de Carlo Lizzani
- 1960 : La Grande Pagaille (Tutti a casa), de Luigi Comencini
- 1960 : Cinq Femmes marquées (Five Branded Women), de Martin Ritt
- 1961 : Scano Boa, de Renato Dall'Ara
- 1961 : Les partisans attaquent à l'aube (Un giorno da leoni), de Nanni Loy
- 1966 : El Chuncho de Damiano Damiani
- 1967 : I sette fratelli Cervi, de Gianni Puccini
- 1968 : Bandits à Milan (Banditi a Milano), de Carlo Lizzani
- 1969 : Sierra Maestra, d'Ansano Giannarelli
- 1969 : La donna invisibile, de Paolo Spinola
- 1969 : Cœur de mère (Cuore di mamma), de Salvatore Samperi
- 1969 : La Religieuse de Monza (La monaca di Monza), d'Eriprando Visconti
- 1971 : Sans mobile apparent, de Philippe Labro
- 1972 : Alfredo, Alfredo, de Pietro Germi
- 1972 : Il tema di Marco, de Massimo Antonelli (it)
- 1972 : Enquête sur la mort par empoisonnement du détenu Pisciotta Gaspare (Il caso Pisciotta), d'Eriprando Visconti
- 1973 : L'Héritier, de Philippe Labro
- 1973 : Big Guns : Les Grands Fusils (Tony Arzenta), de Duccio Tessari
- 1973 : Salut l'artiste, d'Yves Robert
- 1974 : L'Antéchrist (L'anticristo), d'Alberto De Martino
- 1974 : Il gioco della verità (it), de Michele Massa (it)
- 1974 : Toute une vie, de Claude Lelouch
- 1976 : Comme un boomerang, de José Giovanni
- 1980 : La Terrasse (La terrazza), d'Ettore Scola
- 1984 : Mon ami Washington (Americonga), de Helvio Soto
- 1988 : I giorni del commissario Ambrosio, de Sergio Corbucci
- 1993 : Le Long Silence (Il lungo silenzio), de Margarethe von Trotta

### Télévision
- 1958 : Padri e figli (it) de Guglielmo Morandi (it)
- 1965 : Dalila de Giuliana Berlinguer
- 1965 : Scaramouche (it), série de Daniele D'Anza
- 1967 : Caravaggio, série de Silverio Blasi
- 1967 : Tenente Sheridan: Soltanto una voce, série de Leonardo Cortese
- 1969 : Nero Wolfe: Veleno in sartoria, série de Giuliana Berlinguer
- 1969 : I fratelli Karamazov, série de Sandro Bolchi
- 1971 : Il segno del comando (it), série de Daniele D'Anza
- 1978 : Madame Bovary (it), série de Daniele D'Anza
- 1978 : Quasi davvero, série de Marcello Aliprandi
- 1978 : Maternale (it), téléfilm de Giovanna Gagliardo
- 1979 : Nella vita di Sylvia Plath, série d'Alessandro Cane
- 1979 : Orient-Express, série, segment Hélène de Marcel Moussy
- 1987 : Il commissario Corso, de Gianni Lepre et Alberto Sironi
- 1988 : I giorni del commissario Ambrosio, série de Sergio Corbucci
- 1988 : Le Roi de Patagonie, série de Georges Campana et de Stéphane Kurc
- 1998 : Come quando fuori piove, série de Bruno Gaburro

## Distinctions
- 1958 : Voile d'argent de la meilleure actrice au Festival international du film de Locarno pour son rôle dans Amore e chiacchiere (Salviamo il panorama) (Amour et Commérages) d'Alessandro Blasetti
- 1960 : Nommée pour le Ruban d'argent de la meilleure actrice pour son rôle dans Esterina de Carlo Lizzani
- 1980 : Prix de la meilleure actrice dans un second rôle au Festival de Cannes pour son rôle dans La Terrasse d'Ettore Scola
- 1993 : Prix de la meilleure actrice au Festival des films du monde de Montréal pour son rôle dans Le Long Silence (Zeit des Zorns, Il lungo silenzio) de Margarethe von Trotta